# Echidnopsis sharpei
Echidnopsis sharpei är en oleanderväxtart. Echidnopsis sharpei ingår i släktet Echidnopsis och familjen oleanderväxter.

## Underarter
Arten delas in i följande underarter:
- E. s. bavazzanoi
- E. s. sharpei